# Canó genètic

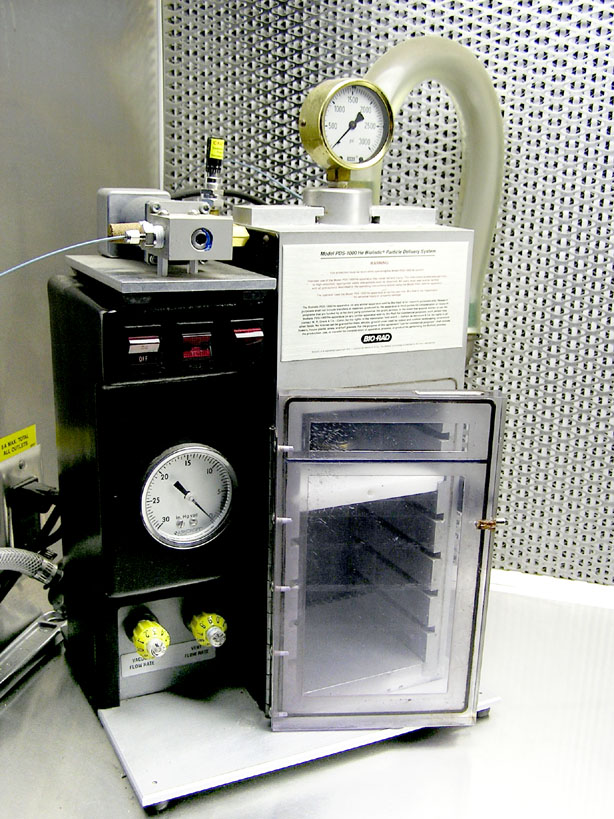
PSD-1000/Sistema de canó genètic

Un canó genètic canó gènic o una pistola genètica (en anglès:gene gun o un biolistic particle delivery system), és un aparell dissenyat originàriament per la transformació genètica de les plantes. Es tracta d'un aparell que injecta cèl·lules amb informació genètica. La càrrega útil és una partícula elemental de metalls pesants coberta amb ADN de plasmidi. D'aquesta tècnica sovint se'n diu biobalística o biolística. Aquest aparell és capaç de transformar qualsevol tipus de cèl·lula, incloses les de les plantes, i no està limitada a material genètic del nucli: també pot transformar orgànuls, inclosos els plàstids.

## Disseny
Originàriament una pistola d'aire comprimit modificada per llançar partícules de tungstè. Primer es va usar en cebes per enviar partícules recobertes amb marcadors genètics. Els primers dissenys utilitzaren un cartutx de calibre 22 per propulsar una bala cilíndrica de polietilè.

## Aplicació
Es fan servir principalment per a les cèl·lules de les plantes.Però també i a molt potencial per als animals i els humans. En les plantes sovint l'objectiu és el callus de cèl·lules indiferenciades que creixen en una placa petri. Les pistoles genètiques s'han fet servir per administrat vacunes d'ADN als humans. També s'han usat en la transformació genètica de C. elegans, comuna alternativa a la microinjecció.